# Komplex Mumbai High North

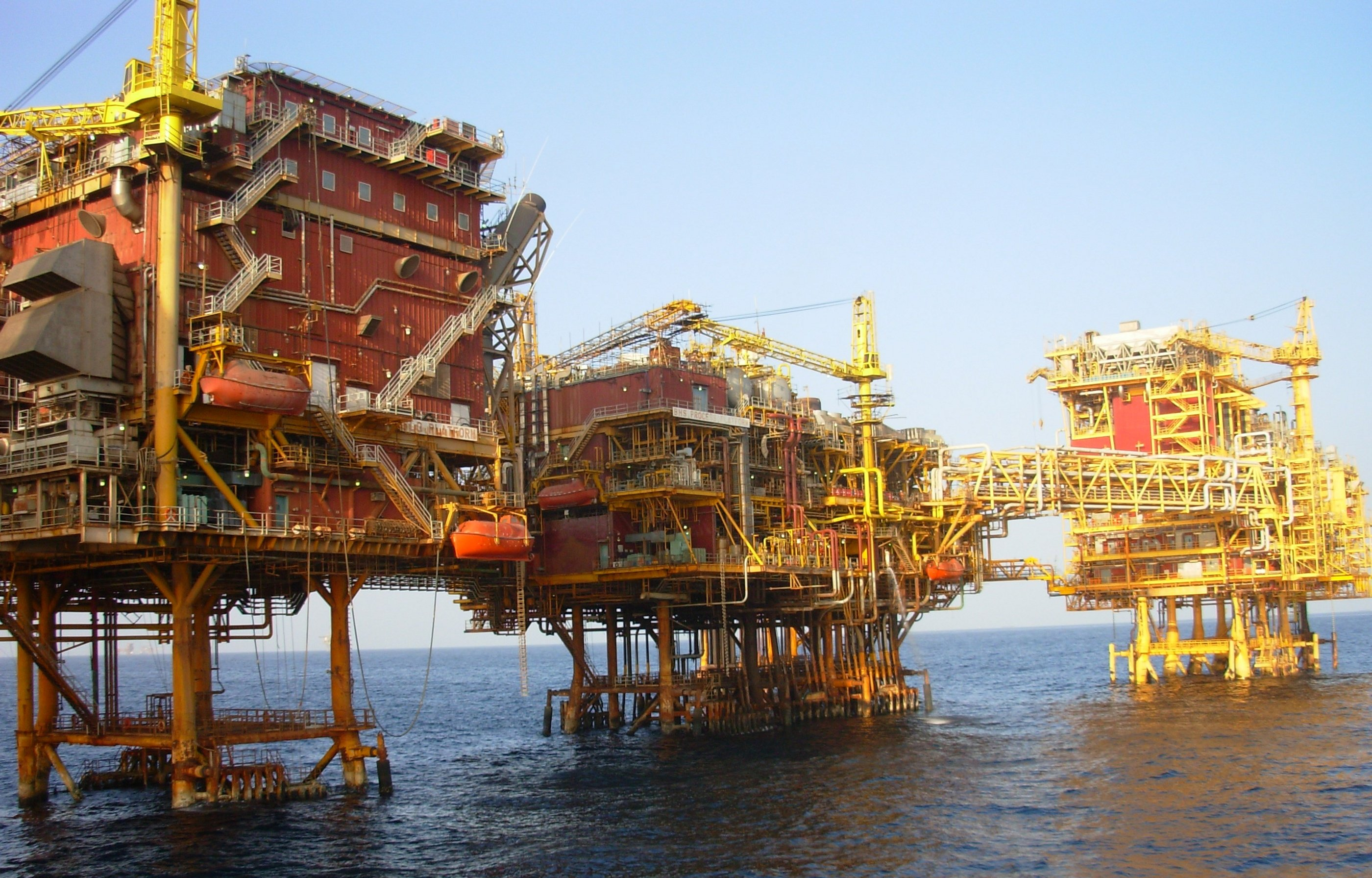
Komplex Mumbai High North, 2009

Der Komplex Mumbai High North ist ein ab 1976 errichteter Zusammenschluss von vier miteinander verbundenen Ölplattformen im nördlichen Teil des Ölfeldes Mumbai High, auch Bombay High genannt. Es befindet sich 160 km westlich der Küste von Mumbai.

## Unglück 2005
Die Anlage wurde am 27. Juli 2005 zerstört, als das Versorgungsschiff Samundra Suraksha gegen eine der Plattformen stieß, wobei diese in Brand geriet. Ausgangspunkt des Unfalls war, dass der verletzte Schiffskoch der Samundra Suraksha vom Schiff zur Bohrinsel gebracht werden sollte, um medizinisch versorgt zu werden. Da wegen des Monsuns ein Helikoptertransport nicht möglich war, sollte der Mann mit einem Korb zur Plattform hochgezogen werden. Weil der Kran auf der Leeseite nicht funktionierte, war es nur auf der Luvseite möglich, den Mann anzunehmen. Dabei beschädigte jedoch das von einer Woge hochgehobene Schiff eine Gasleitung, das austretende Gas entzündete sich und das Feuer griff rasch um sich. Da von den Rettungseinrichtungen nur wenige zur Verfügung standen, mussten viele der Arbeiter ins Meer springen. Sturmböen und hohe Wellen erschwerten den Rettungseinsatz. Die Rettungshubschrauber auf dem Festland konnten wegen des Sturms nicht starten. Flugzeuge warfen Rettungswesten ab. 363 Männer wurden binnen 16 Stunden gerettet. Auf dem Schiff konnten sechs Taucher aus der Dekompressionskammer 36 Stunden später gerettet werden, die man bei der Flucht zurückgelassen hatte. Bei dem Unglück kamen 22 Menschen ums Leben. Die beschädigte Ölinsel ging verloren und auch das Schiff sank vier Tage später.
In den Folgejahren wurde mit dem Neuaufbau der Anlage begonnen.